# Weaverville (Califórnia)
Weaverville é uma região censitária localizada no estado norte-americano da Califórnia, no condado de Trinity, do qual é sede.

## Geografia
De acordo com o United States Census Bureau, a cidade tem uma área de 27 km², onde todos os 27 km² estão cobertos por terra.

### Localidades na vizinhança
O diagrama seguinte representa as localidades num raio de 56 km ao redor de Weaverville.

## Demografia
Segundo o censo nacional de 2010, a sua população é de 3 600 habitantes e sua densidade populacional é de 133,39 hab/km². Possui 1 675 residências, que resulta em uma densidade de 62,07 residências/km².